# Filmlichtbestimmer
Der Filmlichtbestimmer, kurz auch Lichtbestimmer, ist ein Spezialist, der einzelne Filmszenen je nach gewünschter Stimmung auf Helligkeit, Farbe und Kontrast abstimmt. Das Berufsbild wurde, beginnend in etwa ab dem Jahr 2000, weitgehend durch den Coloristen abgelöst, der mittels Digital Intermediate und nicht mehr mit Chemie und Mechanik arbeitet.
Wie der Lichtbestimmer gibt der Colorist Filmbildern nach den Vorstellungen des Kameramanns bzw. Regisseurs die fotografische Geschlossenheit.
Nach wie vor ist der Lichtbestimmer bei der Herstellung von Filmen (Duplikaten, Mustern, Zwischennegativen, Filmkopien (Positiven)) in einem Kopierwerk oder Filmlabor für die Lichtmenge, mit der ein Filmnegativ kopiert werden soll, zuständig. Diese kann für jede Einstellung festgelegt werden und ist notwendig, damit Filme gleichbleibende Dichte und das gewünschte Farbengleichgewicht aufweisen (Farbkorrektur). Auch dieser Arbeitsbereich wird zunehmend abgelöst, da moderne Kinos zunehmend nicht per Film projizieren, um Spielfilme aufzuführen, sondern digital gemäß der Kinonorm DCI.
Ähnlich wie der einstige Setzer, der per Bleisatz Text druckreif machte, und dann durch DTP ersetzt wurde, wird das Berufsbild von den digitalen Arbeitsmethoden zunehmend verdrängt.

## Tätigkeit
Die Arbeit des Filmlichtbestimmers ist notwendig, da nie alle Aufnahmen für einen Film auf allen Materialien perfekt belichtet und entwickelt sind, also sachliche und messbare Abweichungen aufweisen. Viele Bilder fallen über- oder unterbelichtet aus, sodass die Lichtmenge für das Erstellen einer befriedigenden Kopie angepasst werden muss.
Ebenfalls gefragt ist der Filmlichtbestimmer bei subjektiven Abweichungen, also wenn Absichten von Verantwortlichen wie dem Kamerachef (DoP) berücksichtigt werden sollen. Beispiel:
Die Szene unter einer Brücke soll doch dunkler sein, als es geplant war. An einer anderen Stelle ist weniger Kontrast erwünscht. Beim Farbfilm muss gleichzeitig das Farbengleichgewicht berücksichtigt werden, da die Szene unter der Brücke vielleicht zu blau geraten könnte.

## Technik

Bei der additiven Farbmischung entstehen die Farben durch Mischung der drei Lichtfarben Rot, Grün und Blau.

Bei der subtraktiven Farbmischung entstehen die Farben durch Mischung der Komplementärfarben der Lichtfarben: Purpur, Blaugrün und Gelb.

Ein erstes Gerät zur elektronischen Darstellung des beabsichtigten Bildes wurde 1957 vorgestellt. Es stammte von der Hazeltine Corporation auf Long Island, New York. Dieser „Analyzer“ wird allerdings als Simulator missbraucht. Trotz subjektiver Abstimmung bleibt nämlich die Tatsache bestehen, dass der Lichtbestimmer, nachdem der Kameramann gegangen ist, oft alles um ein, zwei Punkte (Stufen) anders programmieren muss als besprochen. Es besteht nämlich ein unüberwindbarer Graben zwischen dem additiv erzeugten Bild am elektrischen Monitor und dem später subtraktiven der Kinoprojektion. Der erfahrene Lichtbestimmer weiß das.
Die Licht(er)bestimmung kann so einfach sein, dass der Kopist einen Film am Leuchtpult durchsieht und für das Positiv „Pi-Mal-Handgelenk“ am Lampendimmer dreht. Sie kann im extremsten Falle aber auch so kompliziert werden, dass Tausende von Werten für Rot-Grün-Blau in mehreren Kopiergängen anfallen. Mit dem Anspruch auf unsichtbare Klebestellen bei den Bild- beziehungsweise Filmformaten CinemaScope, Techniscope oder 16 mm und sehr kurz aufeinander folgenden oder sich überschneidenden Blenden wird das Original in zwei bis sechs Bändern montiert. Sich die Kopierlichter auch nur für ein Band zu merken, grenzte an übermenschliche Leistung. Kodierte Lochstreifen und Computer dienen heute der Datenverwaltung.
Erfüllung finden Filmlichtbestimmer beim Schwarz-Weiß-Film. Mit geeignetem Positivmaterial kann in der Projektion bedeutend mehr Kontrast erzielt werden als mit dem tendenziell Ausgleich heischenden Farbenfilm. Den Bildcharakter mit Kontrasten und Grauwerten auszuzeichnen, kann Kunsthandwerk sein, das der Filmkunst dient.

„Negative werden elektronisch in positive Farbbilder umgewandelt. Der Lichtbestimmer korrigiert mit den Farbwertreglern die zu beobachtenden Farbabweichungen (szenen- und motivgerecht), bis auf dem Bildschirm ein zufriedenstellendes Farbbild entsteht. Die Abstimmung ist folglich rein subjektiv. Die letztlich eingestellten Korrekturwerte werden über die ausgehenden Digitalsignale in einem Lochstreifen gespeichert. Gleichzeitig kann über einen Drucker ein Lichterzettel ausgedruckt werden. Der Lochstreifen dient zur Lichtsteuerung der Kopiermaschine. […] Heute werden […] alle Phasenbilder der Rolle elektronisch abgezählt, wobei das Bild, an dem geschaltet werden soll, mit seiner Bildnummer zum Schaltzeitpunkt mit der auf dem Steuerstreifen gespeicherten Nummer übereinstimmt.
In den letzten Jahren des subtraktiven Farbkopierens bestimmten versierte Farblichtbestimmer sowohl die Farbfilterkombination als auch die Blendenlochgröße visuell nach dem Negativ, auch nach den stark orangebraun verhüllten negativen (keineswegs ‚komplementären‘) Farben von maskierten Farbnegativfilmen. Die Treffsicherheit war verblüffend, denn mit jeder Farbfilterwahl ist zugleich eine Veränderung des Kopierlichtstroms und damit eine Korrektur des Blendenlochs verbunden.“

## Berufsbeschreibung
Der Lichtbestimmer oder die Lichtbestimmerin sind für die Helligkeits- und Farbgestaltung des Filmes verantwortlich.
Aufgrund erster Probeaufnahmen vor dem eigentlichen Drehbeginn oder anhand der Muster besprechen sie mit dem/der Kameramann/-frau und der Regie den Charakter und das Aussehen der Schwarzweiß- oder Farbkopie. Anhand des Kameranegatives bestimmen sie an ihrem Arbeitsplatz die verschiedenen Farb- und Helligkeitswerte jeder einzelnen Einstellung und geben diese in den Computer ein. Der Analyzer simuliert die beim Kopieren möglichen Helligkeits- und Farbkorrekturen. Die Lichtbestimmer leiten diese Daten an die Kopierer weiter. Sie besprechen mit den Kameraleuten und der Regie das erste Positiv, die sogenannte Nullkopie und korrigieren unbefriedigende Werte. Dieser Arbeitsprozess wiederholt sich bei den nächsten Positiven, den Korrekturkopien. Sie führen dabei die Kopien den Kunden vor und sind für die Abnahme zuständig.
Persönliche Anforderungen
Außergewöhnliche Begabung, Farben und Grauwerte zu erkennen und zu verarbeiten; rasche Auffassungsgabe; Kontaktfreudigkeit; ausgeprägter Sinn für Reinlichkeit und präzises Arbeiten; technisches Verständnis.
Berufliche Voraussetzungen
Gute Allgemeinkenntnisse auf künstlerischer Ebene; elementare fototechnische und fotophysikalische Grundkenntnisse; abgeschlossene Ausbildung als Photolaborant oder Filmkopienfertiger. Fremdsprachenkenntnisse sind wegen der internationalen Kundschaft vorteilhaft.
Fachausbildung
Lichtbestimmer werden in Filmkopierwerken geschult.
Arbeitsverhältnisse
Lichtbestimmer arbeiten fest angestellt in einem Filmkopierwerk bzw. Filmlabor. Sie können aber auch mit entsprechender Erfahrung freiberuflich arbeiten. Speziell in der Schweiz gibt es aufgrund der Marktsituation selten freie Stellen.